# Eccellenza Sardegna 2019-2020
Il campionato italiano di calcio di Eccellenza regionale 2019-2020 è stata la 29ª edizione del campionato di Eccellenza, quinta serie del campionato italiano di calcio e prima serie regionale. Le 16 partecipanti dell'Eccellenza Sardegna 2019-2020 prenderanno parte alla Coppa Italia Dilettanti Sardegna 2019-2020. Il campionato è stato interrotto il 5 marzo 2020 a causa della pandemia di COVID-19, la classifica è stata ufficializzata il 26 giugno 2020 con un comunicato della Lega Nazionale Dilettanti Sardegna che ha confermato la promozione del Carbonia.

## Stagione

### Avvenimenti
Dopo una stagione a 17 squadre, il campionato riprende la classica formula a 16. Per quanto riguarda le partecipanti, torna in Eccellenza il Carbonia, giunta 3ª nel girone A di Promozione Sardegna, grazie a una fusione col Samassi già militante nel massimo campionato regionale. 

Rinuncia all’iscrizione, con uno strascico di polemiche interne, il Sorso, nonostante l'ottimo 2º posto nel precedente campionato. Al suo posto ripescato il La Palma Monteurpinu, che aveva perso lo spareggio promozione contro il Li Punti, squadra rappresentante l’omonima frazione di Sassari.
Allo stop decretato il 5 marzo 2020 a causa della pandemia di Covid-19, erano state disputate 23 giornate su 30 ed il Carbonia guidava la classifica.
Il 26 giugno 2020 con il comunicato numero 50, viene ufficializzato il congelamento della classifica con la promozione del Carbonia e la sola retrocessione del cagliaritani del La Palma. 

### Squadre partecipanti
| Club                  | Città                     | Stadio                                   | Stagione precedente              |
| --------------------- | ------------------------- | ---------------------------------------- | -------------------------------- |
| Arbus                 | Arbus (SU)                | Stadio Santa Sofia                       | 11º in Eccellenza Sardegna       |
| Atletico Uri          | Uri (SS)                  | Campo Comunale Pintore - Caddeo (Olmedo) | 4º in Eccellenza Sardegna        |
| Bosa                  | Bosa (OR)                 | Stadio Comunale Italia                   | 8º in Eccellenza Sardegna        |
| Carbonia              | Carbonia (SU)             | Stadio Carlo Zoboli                      | 3º in Promozione Sardegna gir. A |
| Castiadas             | Castiadas (SU)            | Campo Comunale L’Annunziata              | 18° in Serie D girone G          |
| Ferrini Cagliari      | Cagliari                  | Campo sportivo Piero Polese              | 12º in Eccellenza Sardegna       |
| Ghilarza              | Ghilarza (OR)             | Campo Comunale Walter Frau (Ghilarza)    | 9º in Eccellenza Sardegna        |
| Guspini               | Guspini (SU)              | Campo Comunale                           | 5º in Eccellenza Sardegna        |
| La Palma              | Cagliari (CA)             | Campo C.R.A.S.                           | 2º in Promozione Sardegna gir. A |
| Li Punti              | Li Punti (Sassari, SS)    | Comunale Li Punti - Sassari              | 2º in Promozione Sardegna gir. B |
| Monastir Kosmoto      | Monastir (SU)             | Campo Comunale                           | 10º in Eccellenza Sardegna       |
| Nuorese               | Nuoro                     | Stadio Franco Frogheri                   | 3º in Eccellenza Sardegna        |
| Ossese                | Ossi (SS)                 | Campo Comunale Walter Frau (Ossi)        | 1º in Promozione Sardegna gir. B |
| Porto Rotondo         | Porto Rotondo (Olbia, SS) | Stadio Angelo Caocci                     | 14º in Eccellenza Sardegna       |
| San Marco Assemini 80 | Assemini (CA)             | Campo Comunale Le Aie (Decimomannu)      | 1º in Promozione Sardegna gir. A |
| Taloro Gavoi          | Gavoi (NU)                | Campo Comunale Maristiai                 | 7º in Eccellenza Sardegna        |

## Classifica finale
|  | Pos. | Squadra               | Pt | G  | V  | N  | P  | GF | GS | DR  |
|  | ---- | --------------------- | -- | -- | -- | -- | -- | -- | -- | --- |
|  | 1.   | Carbonia              | 54 | 23 | 16 | 6  | 1  | 49 | 16 | +33 |
|  | 2.   | Castiadas             | 48 | 23 | 15 | 3  | 5  | 50 | 26 | +24 |
|  | 3.   | Ossese                | 42 | 23 | 11 | 9  | 3  | 36 | 23 | +13 |
|  | 4.   | Nuorese               | 41 | 23 | 12 | 5  | 6  | 44 | 26 | +18 |
|  | 5.   | Atletico Uri          | 39 | 23 | 12 | 3  | 8  | 45 | 27 | +18 |
|  | 6.   | Ferrini Cagliari      | 36 | 23 | 10 | 6  | 7  | 34 | 25 | +9  |
|  | 7.   | San Marco Assemini 80 | 32 | 23 | 9  | 5  | 9  | 23 | 30 | -7  |
|  | 8.   | Li Punti              | 30 | 23 | 9  | 3  | 11 | 28 | 34 | -6  |
|  | 9.   | Arbus                 | 28 | 23 | 6  | 10 | 7  | 26 | 26 | 0   |
|  | 10.  | Monastir Kosmoto      | 28 | 23 | 7  | 7  | 9  | 25 | 29 | -4  |
|  | 11.  | Bosa                  | 25 | 23 | 7  | 4  | 12 | 28 | 50 | -22 |
|  | 12.  | Guspini               | 25 | 23 | 7  | 4  | 12 | 29 | 42 | -13 |
|  | 13.  | Taloro Gavoi          | 23 | 23 | 6  | 5  | 12 | 24 | 31 | -7  |
|  | 14.  | Ghilarza              | 21 | 23 | 6  | 3  | 14 | 19 | 35 | -16 |
|  | 15.  | Porto Rotondo         | 20 | 23 | 4  | 8  | 11 | 26 | 39 | -13 |
|  | 16.  | La Palma              | 17 | 23 | 4  | 5  | 14 | 21 | 48 | -27 |

Legenda
      Promossa in Serie D 2020-2021.
      Retrocessa in Promozione Sardegna 2020-2021
Regolamento:
Tre punti a vittoria, uno a pareggio, zero a sconfitta.
In caso di arrivo di due o più squadre a pari punti, la graduatoria verrà stilata secondo la classifica avulsa tra le squadre interessate che prevede, in ordine, i seguenti criteri:
- Punti negli scontri diretti
- Differenza reti negli scontri diretti
- Differenza reti generale
- Reti realizzate in generale
- Sorteggio